# Tour d'Espagne 1964
La 19e édition du Tour d'Espagne s'est déroulée entre le 30 avril et le 16 mai 1964 entre Benidorm et Madrid. Il se composait de 17 étapes pour un total de 2 921,6 km. Il a été remporté par le Français Raymond Poulidor.

## Résumé de la course
Un an après Jacques Anquetil, un autre Français remporte l'épreuve : c'est Raymond Poulidor. La première sélection est opérée dès la première journée, à la suite d'un coup de bordure initié par Rik Van Looy, qui se retirera quelques jours plus tard. Les Espagnols, emmenés par plusieurs figures de proue, José Perez Frances, Miguel Pacheco, Fernando Manzaneque ou encore Luís Otaño, se sabordent. Poulidor n’a alors plus qu’à les aligner lors du dernier contre-la-montre d’une soixantaine de kilomètres disputé autour de Valladolid. Le Français gagne la Vuelta avec seulement 33 secondes d'avance sur Luís Otaño. C'est l'unique grand Tour remporté durant sa carrière.

## Équipes engagées
- KAS
- Ferrys
- Mercier-BP
- Portugal
- Solo-Superia
- Pays-Bas
- Salvarani-Mixte
- Inuri

## Classement général
| \| 1. \| Raymond Poulidor \| France \| Mercier - BP \| en \| 78 h 23 min 35 s \| \| \| 2. \| Luís Otaño \| Espagne \| Ferrys \| + \| 33 s \| \| \| 3. \| José Pérez Francés \| Espagne \| Ferrys \| + \| 1 min 26 s \| \| \| 4. \| Eusebio Vélez \| Espagne \| KAS \| + \| 2 min 04 s \| \| \| 5. \| Julio Jiménez \| Espagne \| KAS \| + \| 3 min 16 s \| \| \| 6. \| Fernando Manzaneque \| Espagne \| Ferrys \| + \| 4 min 19 s \| \| \| 7. \| Valentín Uriona \| Espagne \| KAS \| + \| 6 min 06 s \| \| \| 8. \| José Antonio Momeñe \| Espagne \| KAS \| + \| 9 min 31 s \| \| \| 9. \| Francisco Gabica \| Espagne \| KAS \| + \| 9 min 32 s \| \| \| 10. \| Antonio Bertrán \| Espagne \| Ferrys \| + \| 11 min 14 s \| \| |                     |         |              |    |                  |  |
| 1. | Raymond Poulidor    | France  | Mercier - BP | en | 78 h 23 min 35 s |  |
| 2. | Luís Otaño          | Espagne | Ferrys       | +  | 33 s             |  |
| 3. | José Pérez Francés  | Espagne | Ferrys       | +  | 1 min 26 s       |  |
| 4. | Eusebio Vélez       | Espagne | KAS          | +  | 2 min 04 s       |  |
| 5. | Julio Jiménez       | Espagne | KAS          | +  | 3 min 16 s       |  |
| 6. | Fernando Manzaneque | Espagne | Ferrys       | +  | 4 min 19 s       |  |
| 7. | Valentín Uriona     | Espagne | KAS          | +  | 6 min 06 s       |  |
| 8. | José Antonio Momeñe | Espagne | KAS          | +  | 9 min 31 s       |  |
| 9. | Francisco Gabica    | Espagne | KAS          | +  | 9 min 32 s       |  |
| 10. | Antonio Bertrán     | Espagne | Ferrys       | +  | 11 min 14 s      |  |

## Étapes
| N°   | Date     | Villes étapes               | km       | Vainqueur d'étape  | Leader du général  |
| 1rea | 30 avril | Benidorm                    | 42       | Edward Sels        | Edward Sels        |
| 1reb | 30 avril | Benidorm                    | 11 (CLM) | Eusebio Vélez      | Eusebio Vélez      |
| 2e   | 1er mai  | Benidorm - Nules            | 199      | Rik Van Looy       | Rik Van Looy       |
| 3e   | 2 mai    | Nules - Salou               | 212      | Frans Melckenbeeck | Rik Van Looy       |
| 4ea  | 3 mai    | Salou - Barcelone           | 115      | Armand Desmet      | Rik Van Looy       |
| 4eb  | 3 mai    | Barcelone                   | 49       | Antonio Barrutia   | Rik Van Looy       |
| 5e   | 4 mai    | Barcelone - Puigcerdá       | 174      | Julio Jiménez      | Rik Van Looy       |
| 6e   | 5 mai    | Puigcerdá - Lérida          | 187      | Frans Melckenbeeck | José Pérez Francés |
| 7e   | 6 mai    | Lérida - Jaca               | 201      | Julio Sanz         | José Pérez Francés |
| 8e   | 7 mai    | Jaca - Pampelune            | 205      | Mies Stolker       | José Pérez Francés |
| 9e   | 8 mai    | Pampelune - Saint-Sébastien | 205      | Luís Otaño         | Luís Otaño         |
| 10e  | 9 mai    | Saint-Sébastien - Bilbao    | 197      | Henri De Wolf      | Luís Otaño         |
| 11e  | 10 mai   | Bilbao - Vitoria            | 107      | Victor Van Schil   | Luís Otaño         |
| 12e  | 11 mai   | Vitoria - Santander         | 211      | Barry Hoban        | Luís Otaño         |
| 13e  | 12 mai   | Santander - Avilés          | 230      | Barry Hoban        | Luís Otaño         |
| 14e  | 13 mai   | Avilés - León               | 163      | Julio Jiménez      | Julio Jiménez      |
| 15e  | 14 mai   | Becilla - Valladolid        | 65 (CLM) | Raymond Poulidor   | Raymond Poulidor   |
| 16e  | 15 mai   | Valladolid - Madrid         | 209      | Antonio Barrutia   | Raymond Poulidor   |
| 17e  | 16 mai   | Madrid                      | 87       | Frans Melckenbeeck | Raymond Poulidor   |

## Classements annexes
| \| 1. \| José Pérez Francés \| Espagne \| Ferrys \| 167 points \| \| 2. \| Arthur Decabooter \| Belgique \| Solo - Superia \| 107 points \| \| 3. \| Raymond Poulidor \| France \| Mercier - BP \| 76 points \| |                    |          |                |            |
| 1. | José Pérez Francés | Espagne  | Ferrys         | 167 points |
| 2. | Arthur Decabooter  | Belgique | Solo - Superia | 107 points |
| 3. | Raymond Poulidor   | France   | Mercier - BP   | 76 points  |

| \| 1. \| Julio Jiménez \| Espagne \| KAS \| 76 points \| \| 2. \| José Pérez Francés \| Espagne \| Ferrys \| 59 points \| \| 3. \| Ventura Díaz \| Espagne \| Inuri \| 48 points \| |                    |         |        |           |
| 1. | Julio Jiménez      | Espagne | KAS    | 76 points |
| 2. | José Pérez Francés | Espagne | Ferrys | 59 points |
| 3. | Ventura Díaz       | Espagne | Inuri  | 48 points |

| \| 1. \| Antonio Bertrán \| Espagne \| Ferrys \| 22 points \| |                 |         |        |           |
| 1.                                                            | Antonio Bertrán | Espagne | Ferrys | 22 points |

| \| 1. \| KAS \| Espagne \| 234 h 42 min 55 s \| |     |         |                   |
| 1.                                              | KAS | Espagne | 234 h 42 min 55 s |

## Liste des coureurs
| Kas | Ferrys | Mercier BP |
| - 1 Sebastian Elorza (Esp) - 2 Eusebio Velez (Esp) - 3 Mies Stolker (Hol) - 4 José Antonio Momeñe (Esp) - 5 Antonio Barrutia (Esp) - 6 Julio Jimenez (Esp) - 7 Valentin Uriona (Esp) - 8 Piet Rentmeester (Hol) - 9 Francisco Gabica (Esp) - 10 Carlos Echeverria (Esp)            | - 11 Miguel Pacheco (Esp) - 12 José Perez Frances (Esp) - 13 Antonio Karmany (Esp) - 14 Fernando Manzaneque (Esp) - 15 Luis Otano (Esp) - 16 Gabriel Mas (Esp) - 17 Francisco José Suñé (Esp) - 18 Rogelio Hernández (Esp) - 19 Antonio Bertran (Esp) - 20 Raul Rey (Esp) | - 21 Victor Van Schil (Bel) - 22 Raymond Poulidor (Fra) - 23 Robert Cazala (Fra) - 24 Frans Melckenbeeck (Bel) - 25 Gianni Marcarini (Ita) - 26 Frans Aerenhouts (Bel) - 27 Jean-Claude Annaert (Fra) - 28 André Le Dissez (Fra) - 29 Jean-Pierre Genet (Fra) - 30 Barry Hoban (Gbr) |
| Portugal | Solo Superia | Pays Bas |
| - 31 Agostino Correia (Por) - 32 João Roque (Por) - 33 Joaquim Leao (Por) - 34 Laurentino Mendes (Por) - 35 Jorge Corvo (Por) - 36 Pedro Junior (Por) - 37 Francisco Valada (Por) - 38 Manuel Da Costa (Por) - 39 Custodio Cristina (Por) - 40 Julio Abreu (Por)                   | - 41 Rik Van Looy (Bel) - 42 Edgard Sorgeloos (Bel) - 43 Arthur De Cabooter (Bel) - 44 Armand Desmet (Bel) - 45 Michel Van Aerde (Bel) - 46 Willy Schroeders (Bel) - 47 Louis Proost (Bel) - 48 Henri De Wolf (Bel) - 49 Willy Derboven (Bel) - 50 Edward Sels (Bel)      | - 51 Bart Solaro (Hol) - 52 Wim Van Est (Hol) - 53 Alfons Steuten (Hol) - 54 Leonardus Coehorst (Hol) - 55 Karel Colpaert (Bel) - 56 Werner Swaneveld (Hol) - 57 Cees Snepvangers (Hol) - 58 Jos Linders (Hol) - 59 André Van Aert (Hol) - 60 Reindert De Jongh (Hol)                |
| Salvarani Mixto | Inuri | |
| - 61 Armando Pellegrini (Ita) - 62 Romano Piancastelli (Ita) - 63 Renato Longo (Ita) - 64 Ottavio Marchesi (Ita) - 65 Alberto Poletti (Ita) - 66 Giovanni Garau (Ita) - 67 Moreno Mealli (Ita) - 68 Lorenzo Carminati (Ita) - 69 Umberto Antognacci (Ita) - 70 Sergio Alzani (Ita) | - 71 Ventura Diaz (Esp) - 72 Juan María Uribezubia (Esp) - 73 Salvador Rosa Gómez (Esp) - 74 Jesús Manzaneque (Esp) - 75 Juan Alvarez (Esp) - 76 Angel Gutierrez (Esp) - 77 Angel Gomez (Esp) - 78 Santos Ruiz (Esp) - 79 Julio Sanz (Esp) - 80 Fulgencio Sanchez (Esp)   | |